# オールバニ公爵

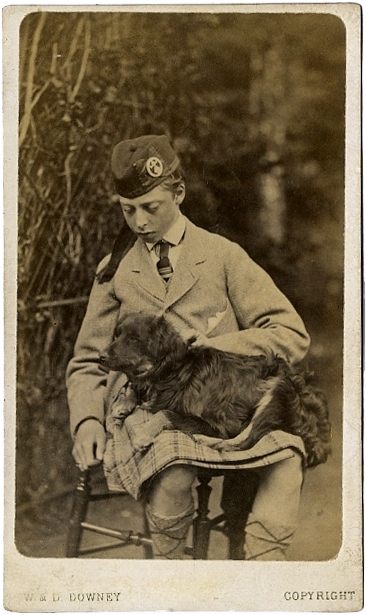
初代オールバニ公爵レオポルド、1868年撮影。

オールバニ公爵（オールバニこうしゃく、英語: Duke of Albany）は、スコットランド王国と連合王国の王族の称号。スコットランド貴族として5度、連合王国貴族として1度創設された。グレートブリテン王国の時期にはヨーク公爵と合同した「ヨーク＝オールバニ公爵」という爵位が創設されることもあった。

## 歴史

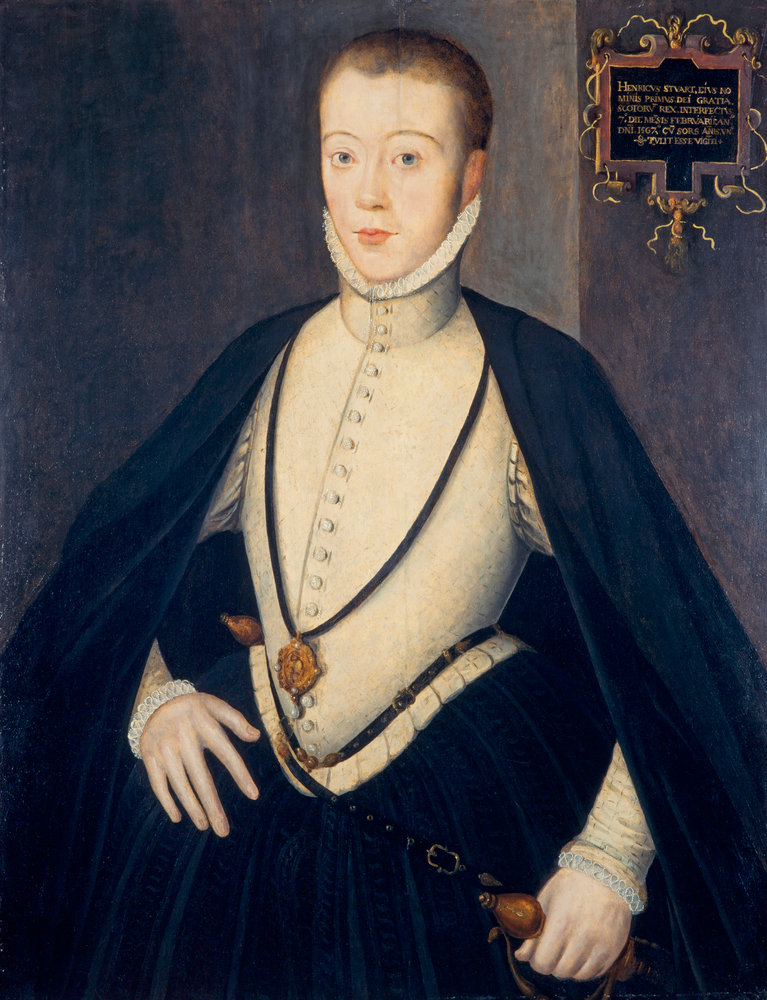
ダーンリー卿および初代オールバニ公爵ヘンリー・ステュアート、1564年頃。

1398年4月28日、スコットランド王ロバート3世(c.1337/40-1406)は弟にあたるファイフ伯爵ロバート・ステュアート(c.1340-1420)をオールバニ公爵に叙した。初代伯爵ロバートの死後は息子マードック・ステュアートが継承したが、1425年に処刑され、爵位も剥奪された。
スコットランド王ジェームズ2世(1430-1460)の次男アレグザンダー・ステュアート(c.1454-1485)は1458年までにオールバニ公爵に叙されたが、兄ジェームズ3世(1451/52-1488)の治世に2人が争いになり、1479年にエディンバラ城に投獄された。アレグザンダーは脱獄して、パリでフランス王ルイ11世に助けを求めて失敗した後、イングランド王エドワード4世に援軍の代償として臣従を承諾し、グロスター公爵リチャード（後のイングランド王リチャード3世）の援助を借りてエディンバラに向けて進軍した。このときは妥協がなされ、アレグザンダーの官職と領地を回復する代償としてアレグザンダーがジェームズ3世に臣従することとなったが、1483年2月にはアレグザンダーとエドワード4世の交渉が再開され、2人は改めて条約を締結した。これによりアレグザンダーとジェームズ3世の和解は振り出しに戻り、7月にはイングランド滞在中のアレグザンダーが本国で反逆罪により死刑を宣告された。アレグザンダーはフランスに逃れ、1485年に死去した。アレグザンダーの息子ジョン・ステュアート(1481/84-1536)はフランスで育てられたが、1515年にスコットランド議会の要請を受けて、イングランド王ヘンリー8世の妨害をはねのけて帰国、7月に摂政に任命され爵位も回復した。以降は摂政として権勢をふるったものの、1524年にスコットランド王ジェームズ5世(1512-1542)の成人が宣告されると摂政の座を失って失脚、フランス王フランソワ1世の味方としてイタリアに渡って第三次イタリア戦争に参戦した。結婚はしたものの嫡出子はおらず、1536年に死去すると爵位は廃絶した。
1541年、ジェームズ5世の息子アーサー(1542)は出生と同時にオールバニ公爵を儀礼称号として使用したが、洗礼から8日後に死去した。
1565年7月20日、スコットランド女王メアリー1世(1542-1587)の夫にあたるダーンリー卿ヘンリー・ステュアート(1545-1567)はオールバニ公爵に叙された。ダーンリー卿が1567年2月に殺害されると、生後数か月の息子ジェームズ・ステュアート(1566-1625)が爵位を継承したが、そのさらに数か月後の1567年7月に母メアリー1世が退位すると、ジェームズはジェームズ6世としてスコットランド王に即位、爵位は王領に統合された。

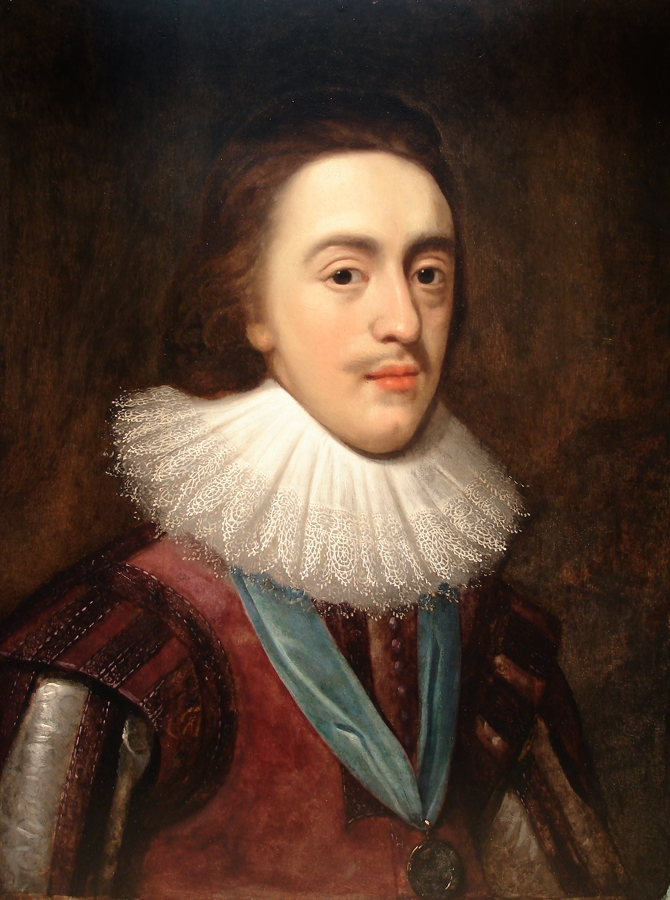
初代オールバニ公爵チャールズ・ステュアート、1623年頃。

ジェームズ6世の次男チャールズ・ステュアート(1600-1649)は1600年11月19日に生まれ、同年12月23日に洗礼を受けると同日にアルドマノック卿、ロス伯爵、オーモンド侯爵、オールバニ公爵に叙された。1625年にジェームズ6世が死去すると、チャールズ・ステュアートはチャールズ1世としてスコットランド王に即位、爵位は王領に統合された。
チャールズ1世の次男にあたるヨーク公爵ジェームズ・ステュアート(1633-1701)は1660年12月31日にオールバニ公爵に叙されたが、1685年にジェームズ7世としてスコットランド王に即位すると、爵位は王領に統合された。
1881年5月24日、ヴィクトリア女王(1819-1901)の四男レオポルド王子(1853-1884)はアークロー男爵、クラレンス伯爵、オールバニ公爵に叙された。1884年にレオポルド王子が死去すると、息子チャールズ・エドワードが爵位を継承したが、1919年3月28日には1917年称号剥奪法に基づく国王ジョージ5世の命令により爵位を剥奪された。『クラクロフト貴族名鑑』によると、チャールズ・エドワードの息子ヨハン・レオポルト(1906-1972)の息子エルンスト・レオポルト(1935-1996)の息子フベルトゥス(1961-)は1917年称号剥奪法第2条に基づき、オールバニ公爵の回復を求めることができる。ヨハン・レオポルドの貴賤結婚により、彼の子孫はザクセン＝コーブルク＝ゴータ公爵家の家長になれなかったが、オールバニ公爵への請求権には影響しなかったという。

## オールバニ公爵（第1期、1398年）
- 初代オールバニ公爵ロバート・ステュアート（1340年頃 – 1420年）
- 第2代オールバニ公爵マードック・ステュアート（英語版）（1362年 – 1425年）
  - 1425年、私権剥奪ならびに処刑

## オールバニ公爵（第2期、1458年）
- 初代オールバニ公爵アレグザンダー・ステュアート（英語版）（1454年頃 – 1485年） - 1479年に剥奪、1482年に回復、1483年に再び剥奪
- 第2代オールバニ公爵ジョン・ステュアート（英語版）（1481年/1484年 – 1536年） - 1515年に回復

## オールバニ公爵（儀礼称号のみ、1541年）
- オールバニ公爵アーサー・ステュアート（1541年）
  - 1541年、夭折

## オールバニ公爵（第3期、1565年）
- 初代オールバニ公爵ヘンリー・ステュアート（1545年 – 1567年）
- 第2代オールバニ公爵ジェームズ・ステュアート（1566年 – 1625年）
  - 1567年、ジェームズ6世としてスコットランド王に即位、爵位は王領に統合された。

## オールバニ公爵（第4期、1600年）
- 初代オールバニ公爵チャールズ・ステュアート（1600年 – 1649年）
  - 1625年、チャールズ1世としてスコットランド王に即位、爵位は王領に統合された。

## オールバニ公爵（第5期、1660年）
- 初代ヨーク公爵・初代オールバニ公爵ジェームズ・ステュアート（1633年 – 1701年）
  - 1685年、ジェームズ7世としてスコットランド王に即位、爵位は王領に統合された。

## オールバニ公爵（第6期、1881年）
- 初代オールバニ公爵レオポルド王子（1853年 – 1884年）
- 第2代オールバニ公爵チャールズ・エドワード王子（ドイツ名：カール・エドゥアルト）（1884年 – 1954年）
  - 1919年、称号剥奪法により爵位剥奪